# Iqbaal Ramadhan
Iqbaal Dhiafakhri Ramadhan, né le 28 décembre 1999 à Surabaya, est un acteur et chanteur indonésien, ex-membre du boys band indonésien CJR.

## Carrière
Iqbaal Ramadhan commence sa carrière en 2010 en obtenant un rôle dans la comédie musicale Laskar Pelangi. Sa performance lui permet de décrocher son premier rôle au cinéma en 2011 dans le film 5 Elang. La même année, il fait une apparition dans le clip Playing with My Heart du groupe indonésien The Rain puis sort son premier single intitulé Thank You.
Le 23 juillet 2011, le producteur Patrick Effendy lance le boys band Coboy Junior composé d'Iqbaal Ramadhan en tant que chanteur principal et de trois autres enfants ayant participé à Laskar Pelangi. Le groupe sort son premier album intitulé CJR en 2013 suivi d'un film intitulé Coboy Junior the Movie dans lequel Iqbaal Ramadhan et ses partenaires tenter de remporter un concours de musique en Indonésie.
Le groupe est dissout en 2017 à la suite du départ d'Iqbaal Ramadhan, ce dernier souhaitant se concentrer sur ses études. Il rejoint le campus United World Colleges de Montezuma au Nouveau-Mexique pour terminer son cursus secondaire. Il poursuit ses études à l'université Monash en Australie avec une spécialisation en communication médiatique.
Parallèlement à ses études, Iqbaal Ramadhan poursuit sa carrière d'acteur. Il est révélé au grand public en 2018 grâce à son rôle de Dilan dans le film Dilan 1990, deuxième plus gros succès indonésien de tous les temps en attirant 6,3 millions de personnes dans les salles . Ce rôle lui vaudra sa première nomination au Citra du meilleur acteur lors du Festival du film indonésien 2018. Il reprend son rôle de Dilan dans le film Dilan 1991 sorti en 2019 puis dans le film Milea sorti en 2020.
En 2021, Iqbaal Ramadhan interprète Ali dans Ali & Ratu Ratu Queens, rôle qui lui vaudra sa seconde nomination au Citra du meilleur acteur lors du Festival du film indonésien 2021. 
En septembre 2022, le groupe Coboy Junior annonce se reformer sous le nom de TBA. Iqbaal Ramadhan a été sollicité pour rejoindre le projet mais ses projets au cinéma ne lui permettent pas de s'impliquer dans le groupe.

## Filmographie
| Année | Film                              | Rôle   | Réalisation              |
| ----- | --------------------------------- | ------ | ------------------------ |
| 2011  | 5 Elang                           | Rusdi  | Rudy Soedjarwo           |
| 2013  | Coboy Junior The Movie            | Iqbaal | Anggy Umbara             |
| 2014  | Comic 8                           | Iqbaal | Anggy Umbara             |
| 2015  | CJR The Movie: Lawan Rasa Takutmu | Iqbaal | Patrick Effendy          |
| 2016  | Ada Cinta di SMA                  | Iqbaal | Patrick Effendy          |
| 2018  | Dilan 1990                        | Dilan  | Fajar Bustomi, Pidi Baiq |
| 2019  | Dilan 1991                        | Dilan  | Fajar Bustomi, Pidi Baiq |
| 2019  | Bumi Manusia                      | Minke  | Hanung Bramantyo         |
| 2020  | Milea: Suara dari Dilan           | Dilan  | Fajar Bustomi, Pidi Baiq |
| 2021  | Ali & Ratu Ratu Queens            | Ali    | Lucky Kuswandi           |
| 2022  | Stealing Raden Saleh              | Piko   | Angga Dwimas Sasongko    |

## Discographie

### Albums

#### AvecCoboy Junior
- CJR (2013)

#### AvecCJR
- Lebih Baik (2015)

#### En solo
- Songs For SoniQ I EP (2013)
- Songs For SoniQ II EP (2014)
- Songs For SoniQ III EP (2015)

#### Avec The Second Breaktime
- The Second Breaktime EP (2016)

#### Avec Svmmerdose
- She/her/hers (2019)
- Yeah Yeah Youth (2021)